# Ansamblul bisericii de lemn „Sf. Arhangheli Mihail și Gavriil” din Rebrișoara
Ansamblul bisericii de lemn „Sf. Arhangheli Mihail și Gavriil” din Rebrișoara este un ansamblu de monumente istorice aflat pe teritoriul satului Rebrișoara; comuna Rebrișoara.

Ansamblul este format din următoarele monumente:
- Biserica din lemn "Sf. Arhg. Mihail și Gavriil" (cod LMI BN-II-m-A-01659.01)
- Clopotnița din lemn (cod LMI BN-II-m-A-01659.02)